# Džini Bule
Džini Bule je izmišljeni lik iz televizijske serije Urgentni centar. Nju je igrala Glorija Ruben prvo kao epizodni lik u drugoj polovini prve sezone, a onda i kao glavni lik od 2. do 6. sezone. Rubnova je napustila seriju tokom 6. sezoneali 2008. godine (u 14. sezoni) vraitla se u ulogu u jednoj epizodi.
Džini je HIV pozitivna. Zajedno sa likom Robin Skorpio iz serije Opošta bolnica, ona je jedini glavni lik u američkoj televizijskoj povesti da je zaražena HIV-om, a da je na kraju scenaristi nisu upokojili.

## Stvaranje i razvoj
Kad je uvedena u 14. epizodi 1. sezone "Putovanje dugog dana", Džini Bule je bila epizodni lik koja je bila u nastavcima priče o glavnom liku Piteru Bentonu (koga je igrao Erik La Sejl). Tokom prve sezone, Džinina priča se vrtela oko njene preljube sa Bentonom koja se desila nakon što ju je on zaposlio da brine o njegovoj senilnoj majci − Džini je bila u nsrećnom braku sa suprugom Alom koji je voleo da ašikuje (njega je prvo igrao Volfgang Bodison, a kasnije Majkl Bič). Benton je opisan kao darovit i "saomuveren", ali "odbranbeni i ozbiljni lekar" koji voli da "razmišlja". Sasvim suprotno, Džini je predstavljena kao osećajna, brižna i osetljiva. Rubenova je opisala Džini kao "ženu jake volje, oštru i pametnu, ali sa suvim smislom za humor. Ona tačno zna kako da radi svoj posao, ali ima i nežnu stranu". Razlika u ličnostima je u početku dovodila do nekoliko nesuglasica jer su oboje smatrali šta je najbolje za bentonu teško bolesnu i senilnu majku. U 20. epizodi "Pun mesec subotom uveče", Džini je naredila da se Bentonova majka veže za krevet kako bi se izbegle povrede. Besan, Benton ju je odvezao zbog čega je ona pala sa kreveta. Benton i Džini su se kasnije zbližili pošto je on prihvatio njen način brinjenja o njegovoj majci.
U knjizi Ponašanje u krevetu: Džordž Kluni i Urgentni centar, pisac Sem Kinlisajd je izneo opaske o prizorima i rekao da je priča dirljiva, ali da se "izgubila zbog spletki u ostatku serije". Početak cvetanja romantika je doveo do promene u Bentonovom ponašanju tokom narednih epizoda prilikom čega je Kinlisajd rekao da "se on izgleda odmrzava [...]. Vredi zapitati kako je do toga došlo, a odgovor je izgleda − ako je njegova večera sa Džini neka naznaka − onda je on zaljubljeni mladi lekar". Da li će se nastavak njegove dobričinske navike dok priča drugu priču pred Džininim suprugom videti, a Bentonove simpatije, koliko god one blede bile, ponudile su njegovom liku potreban život i van bolnice". Kako se prva sezona zadršila 25. epizodom "Sve staro je ponovo novo", za Bentona je prikazano da je uporan da njihova veza napreduje jer je pitao Džini da ostavi supruga, što je potpuno suprotno Džininoj prirodi povučenosti pa je odbila zbog čega je budućnost njihove veze ostala nejasna. Prema Kinlisajdovim rečima, time je namerno "prekinuta nit [...] zbog čega su se gledaoci vratili pred male ekrane sledeće sezone". On je predvideo, "sem što će ih videti zajedno u septembru, da će tako scenaristi moći da raščiste sve brljotine između i da isprave romantiku u novoj sezoni".
Džini je dobila stanje glavnog lika u 2. sezoni. Kako je sezona proticala, otkriveno je da je njena preljuba sa Peterom nastavljena za šta njen suprug nije znao zbog čega je Bentonova ličnost sa stavom "neprijatno oslabila" jer je bio treći član ljubavnog trougla. Kad je Džini odbila da ostavi supruga, preljuba se loše završila i okrenula novi list u Džininoj priči jer je našla posao kao lekarska pomoćnica (LP) u Urgentnom centru Opšte bolnice. To je dovelo do neprijateljstva sa razbacanim Bentonom koji je nastavio da joj pravi "paka" od poslovnog života sve dok ga ona nije napala zbog toga. U svojoj priči, Kinlisajd je izneo opasku da "je lepo videti što je džini dozvoljeno da se prebaci sa tihe prisile koja je previše označavala njenu preljubu sa Piterom i da je još bolje videti Bentona podvijenog repa za promenu". Kako je 2. sezona poodmicala, Džini je data priča nezavisno od Bentona, dozvoljavajući liku razvoj kako je dolazila u dodir sa ostalim likovima, zaposlenima i bolesnicima. Ovaj potez je Kinlisajd procenio i izneo opasku "Ovaj kratkak pogled na Džini, slobodnu od Bentonog premišljatog prisustva, je ukazao da je Urgentni centar potpuno pravo mesto za njen lik. Da joj je dozvoljeno da dalje razvija svoj lik, umesto da su je terali u Bentonovu senku, mogla je da postane konkurencija dr. Karteru. Kao i Karter, njoj je bio bitan samo posao, ali se nije prašila da se zauzme za sebe − pogotovo kad joj bi se Benton našao na putu". Ipak, on je naznačio da je možda "poverenje prema Džini u prvom planu previše mehanički. Ona je bila prisiljena da nosi težu priču nego što njen lik mogao tada". 21. epizoda 2. sezone "Nosi ova potkresana krila" je označila početak Džinine glavne priče kad je njen suprug Al primljen u Urgentni centar i na kraju mu dijagnostikovano da je HIV pozitivan. Kako se druga sezona približavala kraju, Džinino HIV stanje je ostalo pod znakom pitanja kao i stanje dr. Bentona.
U 1. epizodi 3. sezone "Dr. Karter, pretpostavljam", scenaristi serije Urgnetni centar su kao "nepohodnom bombom" izneli vest da su Džini nalazi za HIV pozitivni, a Bentonovi negativni. Džini je odlučila da drži svoju bolest u tajnosti i odbila da iznese svoje stanje zaposlenima, a tu odluku Benton nije odobravao pa je pokušao da joj zabrani da leči bolesnike sa otvorenim ranama, iako je zamalo otkrio njenu tajnu. Džinina odluka da ne otkrije svoje stanje zaposlenima je bila ishod njenog susreta sa bolesnikom koji boluje od SIDA-e u Opštoj bolnici. Kad je čovek shvatio da Džini radi u bolnici, on ju je tera da se leči od HIV-a negde drugde zbog negativnih mera opreza koje bi mogle da joj se dese na poslu. Zbog toga, Džini je bila prisiljena da plati koktel lekova za HIV sama.
Uz govore o poslu i zdravlju Džini, i romantično se govorilo i razvijalo kasnije tokom 3. sezone. Kinlisajd je izneo opaske "Džinina nevoljna odluka da se ne zabavlja sa prijateljem bolesnika je pogodilo pravo u metu otkrivajući ne samo njeno razočarenje što mora da propusti tu priliku, nego i shvatanje možda nikad neće moći to da prihvati. Protivteža tog prizora je Beotnonvim Tantalovim mukama kad se upoznao sa svojom budućom devojkom Karlom donela jako težak bol Džini zbog njenog stanja iako je dublje istraživanje romantičnih izazova sa kojim su se suočavali ljudi sa HIV-om bilo itekako dobrodošlo".

## Priča
Džini Bule je uvedena u 1. sezoni kao epizodni lik. Bila je fizioterapeutkinja koju je angažovao dr. Piter Benton da se brine o njegovoj bolesnoj majci. Džini, koja je u to vreme bila udata, ubrzo je započela romantičnu vezu sa Bentonom, ali stvari su se ugasile jer nije mogla da donese odluku o svom braku. Kasnije je postala glavni lik tokom 2. sezone i nova lekarska pomoćnica u Urgentnom centru Opšte bolnice. Pri kraju sezone, njen suprug Al je primljen u bolnicu i otkriveno je da ima HIV. Džini i Al su se rastali na početku 3. sezone jer se on nekoliko godina ranije zarazio virusom jer je spavao sa drugim ženama dok je bio u braku.
Pošto su Džinini nalazi bili HIV pozitivni, ona je pozvala Bentona, svog nedavnog ljubavnika, da i on ode na pregled. Na početku 3. sezone, otkriveno je da Benton nema virus. Džini je, međutim, bila pozitivna na HIV. Benton ju je pitao da li će i dalje raditi u Urgentnom centru, ali je kasnije prihvatio da će moći da preduzme odgovarajuće mere opreza i da podrži njenu odluku da ostane u Opštoj. Kasnije u seriji, Džini i Piter su postali nešto bliskiji, a Džini je pomogla Piteru da se suoči s shvatanjem da mu je sin Ris gluv.
Tokom sezone treće, Džini je krenula na svoju prvu romantičnu vezu posle svoje HIV dijagnoze sa lekarem iz zaraznih bolesti Gregom Fischerom. Međutim, tokom tog vremena ona je takođe ponovo rasplamsala bliskost sa Alom i na kraju je dr. Fischer raskinuo s' njom kad je saznao o ponovnom susretu. Džini i Al su su se pomirili i obnovili svoju vezu. U četvrtoj sezoni, Al je ostao bez posla kada se desila nesreća na radilištu koja ga je prisilila da prizna svojim saradnicima (i prijateljima) da je HIV pozitivan. Al je našao drugi posao u Atlanti tokom 4. sezone i hteo je da se presele, ali je Džini odbila da ide sa njim, pa su se ponovo razdvojili. Al više nije viđen u seriji, ali ga je Džini s' gorčinom pomenula tokom 5. sezone kada je saznala da je zakačila hepatitis C za šta je bila sigurna da je Al kriv, međutim, kad ga je pozvala telefonom, Al joj je faksom poslao zdravstvene podatke koji pokazuju da on nema tu bolest (ovo je kasnije pomoglo Džini kad se vratila da objasni zašto ima naročite i osećajne podatke o tome šta je bilo sa Alom od tad).
Takođe u tom trenutku, Džini je razvila snažno prijateljstvo sa Keri Viver. Džini se u početku bojala da joj Keri ne da otkaz u Opštoj ako sazna sa njeno HIV stanje. Pokazalo se da to nije slučaj, a Viverova je postavila ograničenja u kojima bi Džini bilo dozvoljeno da nastavi da leči bolesnike iako je HIV pozitivna. Kerino i Džinino prijateljstvo je dovedeno u pitanje kad je Keri bila prisiljena da da otkaz Džini iz novčanih razloga. Džini je onda optužila Keri da je pokušala da joj da otkaz zbog njenog HIV stanja jer je bila prisiljena da prekrši jedno od ograničenja na radnom mestu kako bi izlečila povređenu osobu pa je zapretila da će da tuži bolnicu zbog diskriminacije. Dr. Anspo je vratio Džini na posao kako bi izbegao tužbu, a Džini i Keri su na kraju rešile svoje nesuglasice.
U četvrtoj sezoni, Džini je bila delom podrška Skotu Anspu (koga je tumačio Trevor Morgan), sinu dr. Donalda Anspa. Skot se borio sa limfom B-ćelija i depresijom. Jedino je Džini izgleda mogla da mu podigne duh i podstrekne nadu u njemu. Njih dvoje su razvili jako prijateljstvo tokom pet uzastopnih epizoda koje su se, na žalost, završile Skotovom smrću.
Početkom šeste sezone, Džini je usvojila HIV pozitivnog dečaka Karlosa nakon što mu je majka umrla u bolnici i udala se za policajca Redžija Mura. Ona je pokušala da ostane u Opštoj i da brine o svom detetu, ali je naposletku odlučila da je napustiti kako bi provodila više vremena sa svojom porodicom. Poslednja epizoda u kojoj se Džini pojavila u šestoj epizodi bila je "Mir divljih stvari" u decembru 1999. godine. Otišla je sa razumnom ponudom od Keri Viver da se vrati u Opštu na svoj stari posao. Međutim, ona se nikad nije vratila na posao u Opštoj.
U epizodi "Trenutno stanje" 14. sezone, Džini Bule se na kratko vratila u Urgentni centar posle 8 godina u januaru 2008. godine kad je njen sin Karlos povredio glavu na času fizičkog. U početku se verovalo da je on dobro. Ipak, CT skener je otkrio da ima izraslinu na mozgu. Ovo je bilo znak da je HIV prerastao u SIDA-u. Buleova je otkrila da nijedan njen saradnik koga je znala (kao ni njena drugarice dr. Keri Viver) više ne radi tamo i prepoznale su je jedino bolničarke Hejle Adams i Ćuni Markez. Nakon što je u početku imala teškoća da se navikne na promene na svom bivšem radnom mestu, ona je započela puno lečenje i donela odluku da podrži odluke novih zaposlenih iz Urgentnog centra − među kojima je bio i lekar dr. Gregori Prat sa kojim je u početku imala nesuglasice. Delimično je zbog njenog povratka i podstreka dr. Prat odlučio da ostane i nastavi da radi u Urgentnom centru jer je ranije dao ostavku sa otkaznim rokom od dve nedelje jer je bolnički odbor odbacio njegove napore da preuzme vodeću ulogu u Urgentnom centru.
U vremenu između njenog poslednjeg pojavljivanja i povratka, Džini i njen suprug Redži su se podvrgnuli odvajanju i zajedničkom starateljstvu nad svojim sinom. Džini je takođe postala savetnica za mlade ljude sa HIV-om. Njene ambulante - jedna na severnoj, a druga na južnoj strani Čikaga - postale su njen lični zadatak, a njena dugotrajna predanost prema njima doprinela je kraju njenoga braka. Ona je otkrila Pratu da joj sin pomaže da prevaziđe svoju bolest i da pomaže drugima sa HIV-om i da ne zna kako će da se nosi ako on umre. Ona je takođe otkrila da je njen bivši suprug Al umro dve godine ranije od svog HIV-a i SIDA-e i spao na samo 35 kila i očigledno postao zaboravan jer nije mogao čak ni da je prepozna.

## Kritički prijem
Povratak Džini Bule u seriju kao gostujući lik 2008. godine je dobro primljen od strane televizijskih kritičara. Pregled u Novojorškoj zabavi je izneo opasku da je njen povratak kao "dobrodošlica danima kad je izgledalo da se u svakoj epizodi Džini tera da obradi neke delove vesti o stanju u svetu". Priča o povratku je opisana kao "Školski primer trenutka Džini Bule kao prečišćavanje novih scenarista tokom serije [...] kao da je ponovo 1995. godine". Raspravljajući o tumačenju Rubenove lika, u preledu je rečeno: "Uvek su bili mnogo dragi lepi i otvoreni trenuci Rubenove. Te prizore je igrala velemajstorski, stvarajući u nama veliko saosećanje sa likom [...] Nismo mogli da je gledamo kako pati, ali smo mogli da prestanemo da gledamo kako pati i umrli smo sa svakim malim bolom koji su joj producenti naneli".
Ukazano je da je odluka tvoraca serije da Džini zaraze HIV-om bio pokušaj da se privuča pažnja na tu bolest u crnačkoj zajednici, pogotovo kod crnkinja.  Džini - kao i većina ženskih slučajeva SIDA-e u Americi 1997. godine - je bila crnkinja, heteroseksualna i HIV joj je preneo dugogodišnji suprug. Ipak, primećeno je da je neke gledaoce moglo da uvredi to što se od svih likova koji vode ljubav u seriji, Džini - čiji lični život nije bio mnogo proširen u tom trenutku - jedina zarazila virusom.
Prihvatanje priče sa HIV-om je kritikovano, pogotovo jer je malo vremena posvećeno drami oko ambulantnih postupaka koji bi utvrdili da li Džini ima HIV. Kad je Džini otkrila da njen suprug ima SIDA-u na kraju druge sezone, ona je dala krv i čekala nalaze da vidi da li i ona ima virus. Ipak, gledaocima nisu prikazani ambulantni postupci kojima se ispituje virus, a u sledećoj epizodi su prikazana reagovanja posle nalaza.